# Tríada (sociología)

Esquema de una tríada con dos lazos interpersonales fuertes (strong ties) y uno débil (weak tie).

En sociología, una tríada es un grupo de tres personas, una de las agrupaciones sociales más simples junto con las díadas, especialmente estudiadas por la microsociología.
En el análisis de redes sociales, una tríada dentro de una red social es un grupo de tres actores o individuos junto con todos los lazos, vínculos o relaciones existentes entre ellos. Un grupo de más de tres actores y sus lazos pasan a llamarse sistemas mayores. Las tríadas son muy útiles para estudiar el equilibrio estructural, agrupabilidad y transitividad de una red social.
De acuerdo con el modelo de Mark Granovetter de lazos interpersonales, las tríadas deben ser completas, en el sentido que los tres actores que la conforman deben estar relacionados, aunque sea a través de lazos débiles. Bajo este modelo, una tríada prohibida es una tríada que no cumple con estas condiciones, es decir, que tiene al menos un lazo ausente entre dos actores.